# Dingana cothon
Dingana cothon är en fjärilsart som beskrevs av Osbert Salvin 1869. Dingana cothon ingår i släktet Dingana och familjen praktfjärilar. Inga underarter finns listade i Catalogue of Life.